# 실부추
실부추(학명: Allium anisopodium)는 수선화과 부추아과 부추속의 여러해살이풀이다.

## 생태

### 분포
중국, 몽골, 러시아와 한국에서는 인천시 강화군, 옹진군; 경기도 시흥시; 강원도 홍천군, 화천군; 충청남도 예산군; 제주도 서귀포시 등지에 자생한다. 건조한 산지 경사면 모래땅에서 주로 서식한다.

### 생김새
높이 30~50cm이다. 잎은 3~6개이고 나비 약 1mm로 매우 가는 실 모양으로 꽃줄기보다 약간 짧다. 꽃은 9~10월에 홍자색으로 피고 꽃줄기 끝에 우상모양꽃차례로 달리며 꽃자루의 길이는 불규칙하여 1~3cm이다. 열매는 삭과이다. 비늘줄기는 좁은 원통상 원뿔모양이고 길이 1.9~2.2cm이다.

## 번식과 쓰임새
번식은 주로 비늘줄기로 하며 씨로도 할 수 있다. 전초를 먹는다.